# Ombamba
Ombamba (auch Bakota, Lembaamba, Mbama, Mbaama, Mbamba und Obamba) ist eine Bantusprache und wird von circa 24.800 Menschen in der Republik Kongo und in Gabun gesprochen. 
Sie ist in der Republik Kongo in der Region Lékoumou im Distrikt Bambama mit circa 15.100 Sprechern (Zensus 2000) und in Gabun in der Provinz Haut-Ogooué südlich von Okondja mit circa 9700 Sprechern (Zensus 2004) verbreitet. 
In Gabun können circa 25 % der zweitsprachigen Sprecher Ombamba lesen und schreiben.

## Klassifikation
Ombamba ist eine Nordwest-Bantusprache und gehört zur Mbere-Gruppe, die als Guthrie-Zone B60 klassifiziert wird.
81 % des Wortschatzes weist Gemeinsamkeiten mit dem Wortschatz von Teke-Tege auf, 77 % mit dem von Mbere und 66 % mit dem von Teke-Tsaayi.